# Hans Traut
 Hans Traut  (25 janvier 1895 à Sarreguemines - 9 décembre 1974 à Darmstadt) est un Generalleutnant allemand. Il a servi dans la Wehrmacht durant la Seconde Guerre mondiale. Il est l'un des rares récipiendaires de la croix de chevalier de la croix de fer avec feuilles de chêne.

## Biographie
Hans Traut naît à Sarreguemines, en Moselle, une zone fortement militarisée du Reich allemand. L’affiche de propagande « Elsässer, folgt diesem Beispiel ! Meldet euch ! » (Alsaciens, suivez cet exemple, engagez-vous) ne l’en présentera pas moins indument comme un Alsacien de Saverne alors qu’il était né à Sarreguemines de parents allemands originaires du Palatinat.

### Première Guerre mondiale
Hans Traut s’engage en août 1914 comme Fahnenjunker dans l’armée prussienne. Il est incorporé dans le 99e régiment d'infanterie (de). Pendant toute la durée de la Première Guerre mondiale, il sert sur le front. Il reçoit la croix de fer de deuxième classe dès le 21 octobre 1914. Il est grièvement blessé ce qui lui vaut l’Insigne des blessés. Promu Leutnant, sous-lieutenant, le 1er septembre 1915, il est nommé officier de compagnie dans le 16e Reichswehr-Infanterie-Regiment. Il reçoit alors la croix de fer de première classe le 17 janvier 1917.

### Entre-deux-guerres
Après guerre, Hans Traut reste dans l’armée allemande, la Reichswehr. Le 1er octobre 1919, il est confirmé dans son grade. Compte tenu des restrictions militaires imposées par les vainqueurs, l’armée est fortement réduite. Traut est affecté au 3e régiment (prussien) d'infanterie (de), où il est nommé officier de compagnie.
En 1924, il est nommé Adjutant du 1er Bataillons du 3e régiment, stationné à Marienwerder. Le 1er mai 1925,  Traut est promu Oberleutnant, chef de la 8e compagnie du 3e Preußisches Infanterie-Regiment. En octobre 1927,  il est affecté dans la 1re Division de la Reichswehr, à Königsberg, où il complète sa formation d’officier. En octobre 1928, il est affecté  dans le 2e régiment (prussien) d'infanterie, à Rastenburg, où il est promu Hauptmann en février 1930. Il est nommé chef de compagnie en 1931, d’abord dans la 14e compagnie, puis dans la 5e du 2e régiment. Il est ensuite nommé chef de compagnie dans le 9e Maschinengewehr-Bataillon à Königsberg, où il est promu Major, commandant, en novembre 1935. Le 12 octobre 1937, Hans Traut est nommé Kommandeur du 1er bataillon du 90e Infanterie-Regiment à Hambourg. En août 1938, Traut est promu Oberstleutnant, lieutenant-colonel.

### Seconde Guerre mondiale
Au début de la seconde guerre mondiale, il est engagé avec le 90e Infanterie-Regiment en Pologne. Au printemps 1940, il combat avec son bataillon sur le front occidental au sein de la 20e Infanterie-Division. Au cours des affrontements, il reçoit la croix de fer 2e classe et 1re classes. Le 16 juin 1940, son bataillon coupe la retraite des troupes françaises près de Vesoul, ce qui lui vaut la croix de chevalier de la croix de fer, le 5 août 1940. Promu Oberst, colonel, en septembre 1940, Hans Traut est nommé Kommandeur du 41e Infanterie-Regiment le 17 octobre 1940.
Au début de l'été 1941, Traut  prend la direction de la Russie, à la tête de son régiment, rattaché pour l’occasion à la 10e Infanterie-Division. En route vers Moscou, il se distingue de nouveau avec son régiment ce qui lui vaut de recevoir la croix de chevalier de la croix de fer avec feuilles de chêne le 23 janvier 1942. Le 1er avril 1942, Traut est promu Generalmajor, général de brigade. Il commande une dizaine de jours la 10e Infanterie-Division, avant d’être placé à la tête de la 263e Infanterie-Division dans le secteur central du Front de l’Est. Le 1er janvier 1943, Hans Traut est promu Generalleutnant, général de division. Il remet le commandement de sa division au général Werner Richter, et prend la tête de la 78e Sturm-Division. À l’été 1943, pendant la bataille de Koursk, il participe à l'« Opération Zitadelle ». Le 1er novembre 1943, il remet son commandement au colonel Herbert von Larisch. Mis à disposition dans la Führerreserve, le général Traut reçoit la croix allemande en or le 5 décembre 1943.
Le 15 février 1944, le général Traut reprend le commandement de la 78e Sturm-Division. Il est cité avec sa division par le Wehrmachtbericht le 13 mars 1944. Au cours de l'offensive d'été, en juin 1944, sa division est en Biélorussie sur la piste Orcha - Moguilev. Après avoir été attaqué par l’armée russe, la division se replie sur Wyssokoje, puis au sud de-ouest de Tscherwen en juillet 1944. Le général Traut est fait prisonnier peu après avec sa division, près de Smelovivi. Le 4 novembre 1947,  après trois ans de captivité, le général Hans Traut est condamné par un tribunal militaire soviétique à 25 ans de travaux forcés. Après avoir été déplacé dans plusieurs camps soviétiques, Hans Traut est finalement libéré le 6 octobre 1955. 
Hans Traut décèdera le 9 décembre 1974, à Darmstadt en Hesse.

## Décorations
- Croix de fer (1914)
  - 2e classe (21 octobre 1914)
  - 1re classe (17 janvier 1917)
- Insigne des blessés (1914)
  - en noir
- Croix d'honneur pour combattants 1914-1918
- Croix de fer (1939)
  - 2e classe (20 septembre 1939)
  - 1re classe (4 octobre 1939)
- Médaille du Front de l'Est
- Croix allemande en or (15 décembre 1943)
- Croix de chevalier de la croix de fer avec feuilles de chêne
  - Croix de chevalier le 5 août 1940 en tant que Oberstleutnant et commandant du I./Infanterie-Regiment 90[4]
  - 67e feuilles de chêne le 23 janvier 1942 en tant que Oberst et commandant du  Infanterie-Regiment 41 (mot.) et chef de la 10. Infanterie-Division[5]
- Cité dans le bulletin radiophonique Wehrmachtbericht (13 mars 1944)

Hans Traut est nommé pour la croix de chevalier de la croix de fer avec feuilles de chêne et glaives en décembre 1943 pour son commandement éclairé de la 78e division d'assaut. Cette demande a été refusée sans raison.

## Sources
- Fellgiebel, Walther-Peer: Die Träger des Ritterkreuzes des Eisernen Kreuzes 1939-1945, Podzun-Pallas, Friedburg, 2000.
- Scherzer, Veit:  Ritterkreuzträger 1939–1945 Die Inhaber des Ritterkreuzes des Eisernen Kreuzes 1939 von Heer, Luftwaffe, Kriegsmarine, Waffen-SS, Volkssturm sowie mit Deutschland verbündeter Streitkräfte nach den Unterlagen des Bundesarchives, Scherzers Miltaer-Verlag, Jena, 2007.